# Clara Lindblom
Clara Julia Lindblom, född 24 augusti 1985 i Spånga församling i Stockholm, är en svensk vänsterpartistisk politiker. Från oktober 2022 är hon bostads- och fastighetsborgarråd i Stockholms stad. Sedan hösten 2018 är hon även gruppledare för Vänsterpartiet i Stockholms kommunfullmäktige. Hon ingår som borgarråd i ett rödgrönt styre med Socialdemokraterna, Vänsterpartiet och Miljöpartiet som tog över efter valet 2022.
Tidigare har hon varit äldre- och personalborgarråd med särskilt ansvar för jämställdhetsfrågor.

## Biografi
På högstadiet startade Clara Lindblom tillsammans med skolkamrater en jämställdhetsgrupp och lärde ut feministiskt självförsvar och drev feministiska frågor. Det kom att bli grunden för hennes senare engagemang i vänsterpartiet.
Lindblom har innan hon blev heltidspolitiker arbetat som forskningsassistent inom arbetsmarknadspolitisk utvärdering på Institutet för framtidsstudier. Hon har även arbetat sex år i LSS-verksamheter i Stockholm.